# 3682 Welther
A 3682 Welther (ideiglenes jelöléssel A923 NB) a Naprendszer kisbolygóövében található aszteroida. Karl Wilhelm Reinmuth fedezte fel 1923. július 12-én.